# Pedro Báez (artista)

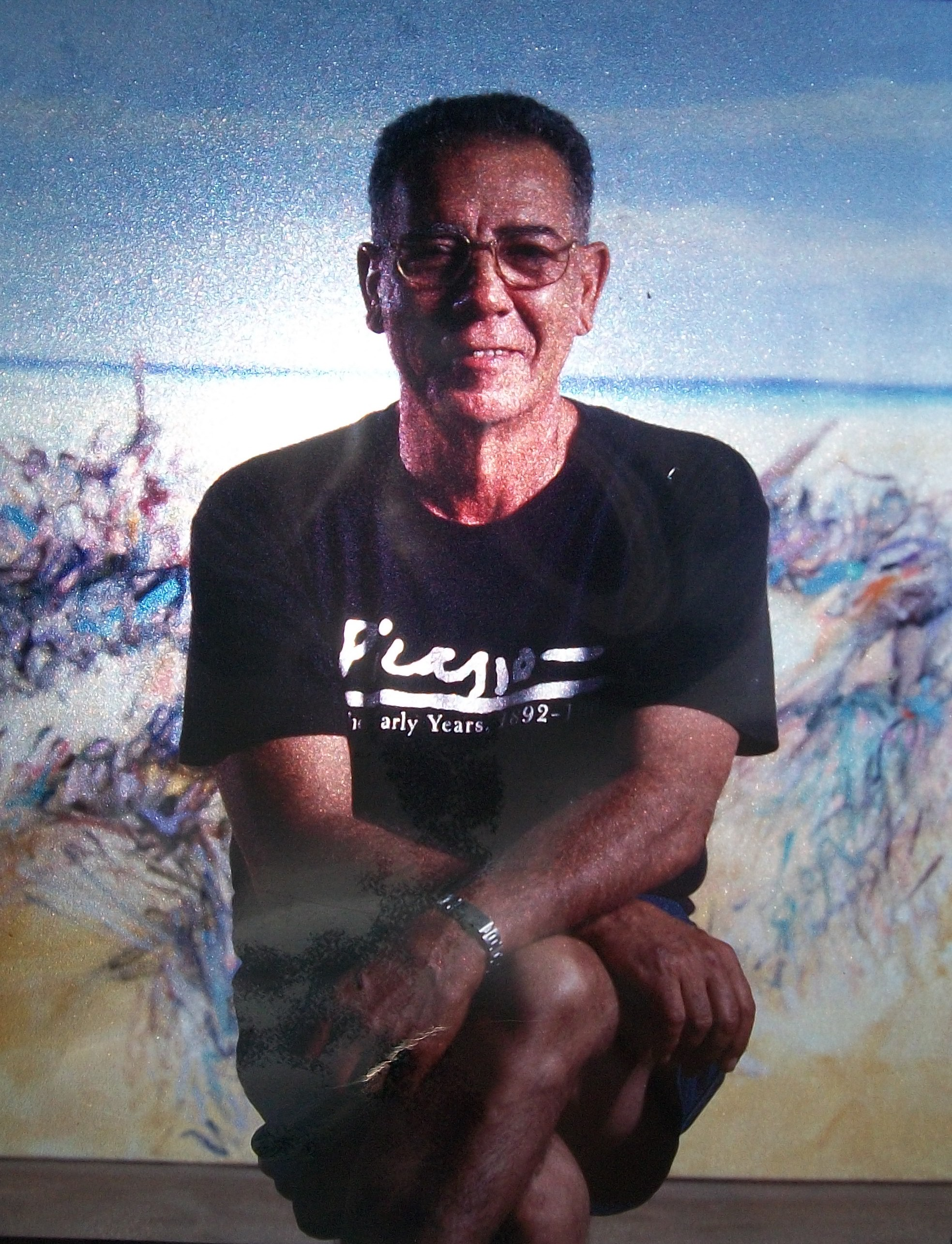

Pedro Báez (Caracas, Venezuela, 19 de octubre de 1939-Barcelona, 6 de julio de 2006) fue un pintor venezolano. Se especializó en las técnicas de grabado y serigrafía, además de realizar murales y vitrales.

## Carrera
Desde 1956 hasta 1961 estudia arte puro en la Escuela de Artes Plásticas y Aplicadas de Caracas —hoy en día llamada Escuela Técnica Robinsoniana de Artes Visuales Cristóbal Rojas—. Báez presenta su primera exposición individual llamada “La ciudad y sus ranchos” en 1963, donde refleja su disconformidad ante las injusticias de la sociedad de esta época.
Posteriormente lleva a cabo su famosa exposición “Los fusilados” (1966) donde los cuadros, en palabras de Ludovico Silva, están compuestos a base de violentos rasgos negros sobre blanco. En estas muestras Pedro expuso su adherencia a una corriente artística que se denominó Nueva Figuración, que comenzó en Venezuela hacia 1956 y se extendió hasta los años setenta; los conflictos de la sociedad, la soledad de las personas, la psiquis negativa ante la guerra y la rebeldía de esta década fue el tema de este movimiento caracterizado por la semejanza con los elementos plásticos del expresionismo pictórico: humanos de aspecto monstruoso en escenarios sórdidos, estridente colorido y el hombre como figura central. Así como Jacobo Borges, Régulo Pérez y Luis Guevara Moreno, Pedro Báez expone en la Galería El Círculo del Pez Dorado, espacio que sirve además para las tertulias de los integrantes de este movimiento; en Los Fusilados; representa la miseria del ser humano con escenas de fusilamientos y cadáveres, en una atmósfera oscura que se adecua perfectamente a la nueva figuración venezolana.
En 1966, además de proliferarse desde el punto de vista artístico para él, también fue un paréntesis para instruirse, viajando a Francia, donde estudia grabado en la Escuela Superior de bellas Artes de París y al año siguiente se une al equipo que realiza los múltiples de Victor Vasarely- los múltiples se refiere a la producción serigráfica-, además de realizar investigaciones en los museos de Europa.
Cuando Pedro regresa a Venezuela, retoma la Nueva Figuración y presenta Disecciones 1 y Disecciones 2, en la Galería Viva México en Caracas; exponiendo grabados y pinturas de cuerpos humanos mutilados, deformes y con secciones abstractas aplicando la técnica de tenebrismo. Báez cataloga sus piezas en este tiempo como “pintura política” porque denuncian las atrocidades cometidas durante los años sesenta, no solo en Venezuela sino el mundo entero.
“El reino de este mundo” fue otra exposición que presentó en 1987, que lleva el título de una novela del escritor cubano Alejo Carpentier. Esta muestra constituye una etapa intermedia en la que conjuga figuras con partes abstractas y otras muy realistas, con una carga de poesía. Las formas son cabezas de aves de rapiña con el cuerpo resuelto a base de manchas y rayas. El tema de sus obras cambia y el color se impone al mismo tiempo que se vuelve figurativo pero sin perder el trazo gestual. En este sentido surge “Paisaje interior”, donde muestra dibujos de iguanas realistas. En otras ocasiones es su obra es más abstracta como en la muestra “Florescencias”, donde un remolino de manchas y líneas casi no deja comprender las siluetas florales.
En 1990 se muda al oriente de Venezuela, al estado Anzoátegui, donde monta su taller en el caserío El Chaparro de Guanta. Durante esta época se torna un pintor colorista por excelencia, destacándose en la manifestación del paisaje marino con una luz local y estilo lírico abstracto. Los planos de cielo, horizonte, mar y tierra se reconocen muy bien en formas esquematizadas pero de apreciación realista; en el centro de estos paisajes está concentrado lo que ha aprendido con el paso de los años.
Este artista contempla un último proyecto para realizar una exposición en Long Island, Estados Unidos, Homenaje a Walt Withman, que surge a partir de la admiración que siente hacia la poesía del escritor americano. Aunque no fue llevada a cabo, Báez llegó a realizar una gran serie de piezas marinas, concretamente playas, que llevan el nombre del poeta con un número distintivo, por ejemplo: Withman 104.
Con respecto a las piezas integradas a la arquitectura y obras ambientales, elaboró un vitral para la residencia del doctor Armas Mognas en Lecherías, un mural para el edificio Entidad y Ahorro y Préstamo en Puerto La Cruz, y un mural para la nueva Gobernación de Barcelona, entre otros.
A lo largo de su vida, Pedro desempeñó cargos de gran responsabilidad en el área cultural, como la dirección del Taller Periférico Federico Brandt del INCIBA y de la Escuela de Artes Plásticas Armando Reverón de Barcelona. Fue miembro de la Comisión Estatal de Artes Plásticas en el estado Anzoátegui y Director de Cultura entre 1980 y 1981 en este mismo estado, cuando crea el Museo Oficial Anzoátegui; donde inaugura la Sala Miguel Otero Silva, con piezas de la colección privada del escritor. De 1981 a 1983 asume la presidencia de la AVAP, seccional Anzoátegui, además de ser el director artístico de la revista Trópicos 3, miembro fundador y director de publicaciones de la Sociedad de Amigos de la Arquitectura y Urbanismo, Puerto La Cruz; y fundador de la revista Punta Seca.
Pedro Báez fallece el 6 de julio de 2006 en Barcelona; Venezuela, a los 66 años de edad. Entre los homenajes posteriores a su muerte que se organizaron, están la inauguración de la Sala Pedro Báez en la sede de Seguros Caracas Liberty Mutual de Lechería, estado Anzoátegui, el 4 de agosto del 2006; Homenaje a Pintores Venezolanos por la Embajada de la República Bolivariana de Venezuela en Seúl, Corea, con una edición limitada de tarjetas ilustradas con piezas de Báez (2006); inauguración de la Sala de Exposiciones Pedro Báez en la Escuela de Artes Plásticas Armando Reverón (2007) y la Séptima Bienal a la memoria de Pedro Báez en la Galería de Arte Moderno de Puerto La Cruz, edición serigráfica de la obra del artista (2007)